# Fanny Ardant
Fanny Marguerite Judith Ardant (Saumur, 22 de març de 1949) és una actriu francesa. Va guanyar el premi César a la millor actriu el 1997 pel seu paper a Pédale douce.

## Biografia
Descendent d'una família originària de Llemotges, filla de Jean Ardant, oficial de cavalleria, va passar part de la seva infància viatjant per Europa. Es va graduar en ciències polítiques a Ais de Provença i posteriorment va decidir canviar de rumb i convertir-se en actriu, moguda per la seva passió pel teatre.
Després d'un primer paper en el cinema el 1976, François Truffaut, que va ser el company de Fanny fins a la mort del cineasta el 1984, li va confiar dos papers decisius per a la seva carrera: La Femme d'à côté (1981), amb Gérard Depardieu, i Vivement dimanche! (1983), amb Jean-Louis Trintignant, l'última pel·lícula del realitzador francès.
L'any 1996 va interpretar el paper de comtessa de Blayac a Ridicule, dirigit per Patrice Leconte, amb una visió cruel de la societat cortesana, considerat millor film francès de l'any per la premsa estrangera acreditada a Paris i que suposà la nominació pel premi César per a Fanny Ardant, com també per la seva participació en la pel·lícula Pédale douce, de Gabriel Aghion, per la qual finalment va ser guardonada amb el premi César a la millor actriu pel seu paper d'Évelyne.
El 2009, Fanny Ardant va dirigir el seu primer film, Cendres et Sang; hi retrata una dona exiliada a Marsella, després que el seu marit sigui assassinat, que retorna al seu país amb els tres fills per descobrir les seves arrels i la seva història. Presentat a la Selecció Oficial de Cannes 2009.
Va ser nominada per als Césars el 2014 pel seu paper protagonista a la pel·lícula Les Beaux Jours, de la realitzadora Marion Vernoux, en què Fanny Ardant afronta la seva maduresa encarnant una dona que viu la seva última aventura amb un jove.

## Filmografia
| Any                                   | Títol                                                              | Paper                        |
| ------------------------------------- | ------------------------------------------------------------------ | ---------------------------- |
| 1979                                  | Les Chiens, d'Alain Jessua                                         |                              |
| 1980                                  | Les Uns et les Autres, de Claude Lelouch                           | Véronique                    |
| 1981                                  | La Femme d'à côté, de François Truffaut                            | Mathilde Bauchard            |
| 1982                                  | La vie est un roman, d'Alain Resnais                               | Livia Ceraskier              |
| 1982                                  | Vivement dimanche!, de François Truffaut d'après Charles Williams  | Barbara Becker               |
| 1983                                  | L’amor de Swann, de Volker Schlöndorff                             | duquessa de Guermantes       |
| 1983                                  | Benvenuta, d'André Delvaux                                         | Benvenuta                    |
| 1984                                  | L'Amour à mort, d'Alain Resnais                                    | Judith Martignac             |
| 1986                                  | Mélo, d'Alain Resnais                                              | Christiane Levesque          |
| 1987                                  | La Famiglia, d'Ettore Scola                                        | Adriana                      |
| 1988                                  | Paura e amore                                                      | Velia Parini                 |
| 1989                                  | Austràlia, de Jean-Jacques Andrien                                 | Jeanne Gauthier              |
| 1992                                  | Afraid of the Dark                                                 | Miriam                       |
| 1995                                  | Al di là delle nuvole, de Michelangelo Antonioni                   | Patricia                     |
| 1995                                  | Sabrina, de Sydney Pollack                                         | Irène                        |
| 1996                                  | Désiré, de Bernard Murat                                           | Odette                       |
| 1996                                  | Pédale douce, de Gabriel Aghion                                    | Évelyne, anomenada Eva       |
| 1996                                  | Ridicule, de Patrice Leconte                                       | La comtessa de Blayac        |
| 1998                                  | Elizabeth, de Shekhar Kapur                                        | Marie de Guise               |
| 1998                                  | La cena, d'Ettore Scola                                            | Flora                        |
| 2000                                  | El llibertí (Le Libertin), de Gabriel Aghion                       | Madame Therbouche            |
| 2001                                  | 8 femmes, de François Ozon                                         | Pierrette                    |
| 2001                                  | Callas Forever, de Franco Zeffirelli                               | Maria Callas                 |
| 2001                                  | Sans nouvelles de Dieu (Sin noticias de Dios) d'Agustín Díaz Yanes | Marina D'Angelo              |
| 2003                                  | Nathalie..., d'Anne Fontaine                                       | Catherine                    |
| 2006                                  | Paris, je t'aime, de Richard LaGravenese                           | Fanny                        |
| 2007                                  | Roman de Gare, de Hervé Picard                                     | Judith Ralitzer              |
| 2007                                  | Il Divo, de Paolo Sorrentino                                       | dona de l'ambaixador francès |
| 2008                                  | Hello Goodbye, de Graham Guit                                      | Gisèle                       |
| 2008                                  | The Secrets, d'Avi Nesher                                          | Anouk                        |
| 2009                                  | Cendres et Sang, de Fanny Ardant                                   | (directora)                  |
| 2009                                  | Visage, de Tsai Ming-liang                                         | productora/ reina Hérodias   |
| 2011                                  |                                                                    |                              |
| Interno Giorno, de Tommaso Rossellini | Maria Toricello                                                    |                              |
| 2013                                  | Bright Days Ahead                                                  | Caroline                     |
| 2013                                  | La grande bellezza, de Paolo Sorrentino                            | cameo, ella mateixa          |
| 2013                                  | Les Beaux Jours, de Marion Vernoux                                 | Caroline                     |
| 2013                                  | Cadences obstinées, de Fanny Ardant                                | (Directora)                  |
| 2015                                  | Chic!, de Jérôme Cornuau                                           | Alicia Ricosi                |
| 2016                                  | For This Is My Body, de Paule Muret                                |                              |
| 2017                                  | Lola Pater, de Nadir Moknèche                                      | Lola/Farid Chekib            |
| 2018                                  | Ondes de choc-Journal de ma tête, d'Ursula Meyer                   |                              |

## Premis i Nominacions

### Premis
- 1997: César a la millor actriu per Pédale douce

### Nominacions
- 1982: César a la millor actriu per La Femme d'à côté
- 1984: César a la millor actriu per Vivement dimanche!
- 2002: César a la millor actriu per 8 femmes
- 2009: Càmera d'Or (Festival de Canes) per Cendres et sang
- 2014: César a la millor actriu per Les Beaux Jours

### Declaracions
• Sobre Truffaut: Vam estar junts de 1981 a 1984. Fou una relació completament determinant en la meua vida. Només vaig fer dues pel·lícules dirigides per ell. Hi va haver un projecte per a una tercera pel·lícula, però va morir. Va ser l'home de la meva vida, em va marcar.
• Sobre ser dona lliure: Admiro les dones lliures més que no les presoneres. Però també puc comprendre que una dona estimi un sol home en la seua vida. Vaig tenir l'exemple de ma mare i les meues àvies. Elles foren lliures d'estimar-los. Jo també vaig tenir llibertat per a estimar molts homes, tot i que cap fou com Truffaut.
• Sobre el treball de l'actriu: Sóc una actriu a la recerca d'un personatge, tant me fa que siga fora del meu país, en un altre idioma, jo vaig allà on trobe un bon personatge. Tinc un amor absolut pel cinema i el teatre, pel fet de viure intensament a través d'un personatge, a través d'una història.